# Lijst van beschermd erfgoed in Vaux-sur-Sûre
Onderstaande tabel geeft een overzicht van de beschermde erfgoederen in de gemeente Vaux-sur-Sûre. Het beschermd erfgoed maakt deel uit van het cultureel erfgoed in België.
| Object | Bouwjaar/architect | Deelgemeente | Adres            | Coördinaten                   | Nummer?                | Afbeelding |
| --- | ------------------ | ------------ | ---------------- | ----------------------------- | ---------------------- | --- |
| Oude begraafplaats van Sibret (S) |                    | Sibret       | Rue du Centre    | 49° 58' 20" NB, 5° 38' 5" OL  | 82036-CLT-0001-01 Info | Oude begraafplaats van Sibret (S) |
| Geheel van de kapel van Villeroux, met de kapelhofmuur en de grafstenen en kruisen (M) ensemble gevormd door de kapel en begraafplaats (S) |                    | Sibret       | Villeroux        | 49° 58' 45" NB, 5° 39' 14" OL | 82036-CLT-0002-01 Info | Geheel van de kapel van Villeroux, met de kapelhofmuur en de grafstenen en kruisen (M) ensemble gevormd door de kapel en begraafplaats (S) |
| Kasteelhoeve van Monceau: gevels en daken (M) ensemble van de hoeve en het omliggende terrein (S)                                          |                    | Juseret      | Rue du Monceau 2 | 49° 52' 53" NB, 5° 33' 8" OL  | 82036-CLT-0003-01 Info | |
| Kelders onder de verdwenen vleugel van de kasteelhoeve van Monceau (M)                                                                     |                    | Juseret      | Rue du Monceau 2 | 49° 52' 52" NB, 5° 33' 8" OL  | 82036-CLT-0004-01 Info | |